# 勞爾·洛薩諾
勞爾·洛薩諾（西班牙語：Raúl Lozano，1956年9月3日—），阿根廷籍排球教練及運動員，在球員時期是阿根廷男排國家隊的二傳手。洛薩諾的執教經驗豐富，之前曾執教过四支男排国家队及歐洲多家俱樂部。曾擔任中國國家男子排球隊主教練，亦是中國男排有史以來首位的外籍主帥。現在是烏克蘭國家男子排球隊的主教練。

## 教練生涯
在早年執教生涯，洛薩諾曾在1994 - 1997年和1999 - 2000年期间執教西班牙男排国家队，之後在2000年至2001年間執教Volley Treviso俱樂部，2005 - 2008年間執教波蘭男排國家队及在2009 - 2011年期间執教德国男排國家队。在執教俱樂部成就上，在分别執教米兰和Treviso期間，赢得了两次欧洲杯冠軍及在国际排联世界男排俱乐部锦标赛中获得两枚金牌；在執教希斯利特雷维索期間，獲得意大利甲組聯賽冠軍。在執教國家隊成就上，他带领西班牙男排在日本世界大学生运动会上获得银牌，并在1999年的世界杯和世界男排聯賽上获得第五名。2005 - 2008年，洛扎诺到波兰国家男子排球队執教。 2006年，帶領波兰队获得2006年世界男排锦标赛银牌。
2006年12月6日，獲波兰总统萊赫·卡欽斯基授予国家奖 ，以表揚他为波兰体育的发展作出的贡献，并在训练方面取得成就。
在近年的執教生涯，2015年4月，他与波兰俱乐部Cerrad Czarni Radom签约成為主教練。而因為塞尔维亚名帅斯洛博丹-科瓦奇約滿，伊朗排球联合會选择由洛薩諾作为伊朗國家男排主教練接替人選。 在2015年11月17日，洛薩諾被正式被任命为伊朗男排主教练。他带领伊朗隊在2016年里约热内卢举办的夏季奥运会上首次亮相並奪得第五名。
2017年，洛扎诺在亚洲執教了一年之后，洛薩諾獲中國排球協會及国家体育总局排管中心聘任，在同年4月24日签约成為中国国家男子排球队的新任主教练，令他成为中國男排成立以來的首位外籍教练，他與中國男排簽訂了2+2的合同，在為中國男排工作兩年後，雙方考察評估表現，然後續簽後兩年的合同任期直至東京奧運會完結，而排協給出的目標是能帶領中國男排打進東京奧運會。

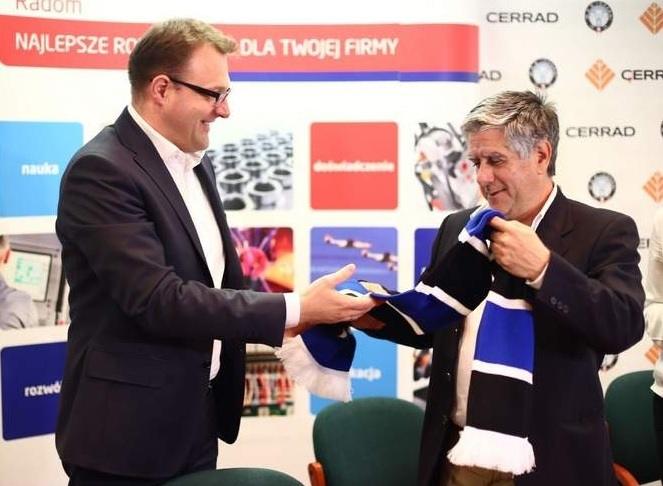
洛薩諾與波蘭總統Radosław Witkowski

## 奖项

### 国家队（教练）
- 1995年世界大學生運動會:  - 銀牌 (西班牙)
- 2006年世界男排锦标赛:  - 银牌 (波蘭)
- 2009年欧洲男子排球联赛:  - 金牌 (德国)
- 2016年里约夏季奥运会: 第五名 (伊朗)

### 俱乐部（教练）
- 1982年阿根廷杯 (Obras Sanitarias)
- 1983年阿根廷排球联赛 (Obras Sanitarias)
- 1985年阿根廷排球联赛 (Club Ferro Carril Oeste)
- 1987年阿根廷排球联赛 (Club Ferro Carril Oeste)
- 1991年世界男排俱乐部锦标赛 (Volley Milano)
- 1992年世界男排俱乐部锦标赛 (Volley Milano)
- 1991–92 CEV Cup Winner's Cup (Volley Milano)
- 1992年意大利排球联赛 (Volley Milano)
- 1992–93 CEV Cup Winner's Cup  (Volley Milano)
- 1992年意大利排球联赛  (Volley Milano)
- 1993–94 CEV Cup Winner's Cup (Volley Milano)
- 1994年意大利排球联赛  (Volley Milano)
- 1997–98 CEV Challenge Cup (Volley Lube|Lube Banca Macerata)
- 1998年意大利排球联赛 (Volley Lube|Lube Banca Macerata)
- 1998–99 CEV Challenge Cup (Palermo Volley)
- 1999年意大利排球联赛 (Palermo Volley)
- 2000年意大利超级杯 (Sisley Treviso)
- 2000–01 歐洲男排冠軍聯賽 (Sisley Treviso)
- 2001年意大利排球联赛 (Sisley Treviso)
- 2003年希腊排球联赛 (Iraklis Thessaloniki V.C.)